# 유성갑
유성갑(柳聖甲, 1910년 11월 11일 ~ 1950년 9월 28일)은 대한민국의 제헌 국회의원이다. 본관은 고흥. 출신지는 전라남도 고흥군이다.

## 약력
- 1935년 범어사 불교전문강원에서 4교과를 졸업한 유성갑은 1937년 일본으로 건너가 동경 성서학원중학교에 편입하여 졸업하였다. 1939년 대정대학 예과를 수료하고, 1939년 니혼대학 법문학부에 입학 후, 안중근(安重根) 의사의 사진 및 「독립 선언문」을 은닉한 죄로 6개월간 감옥 생활을 하였다. 1943년 니혼대학 법문학부를 졸업하고, 그 해 만주 퉁화현 칠도구로 가서 한인 초등학교를 창설하여 교장 직책 수행하였고 이후 동국대, 국화여전 교수를 역임 하였다
- 1948년 전라남도 고흥군 을 지역구에서 제헌 국회 의원을 지내고, 헌법 기초 위원과 법제 사법위원, 3·1 구락부 상임간사, 무소속 구락부 상임간사, 이정회 상임간사, 대한노동당 원내부위원장, 대한국민당 간사, 대한독립촉성농민총연맹 감찰위원장을 지냈다.
- 6·25 전쟁 중인 1950년 8월 3일 북한군에 잡혀서 광주형무소에 수감 중이던 1950년 9월 28일에 북한군에 처형되었다.

## 역대 선거 결과
|  | 53.63% |

|  | 18.39% |

## 참고 자료
- 《대한민국 의정총람》, 국회의원총람발간위원회, 1994년
- 유성갑 - 대한민국헌정회